# Aki
Aki（読み：あき）は、SNSを中心に活動中の日本の女性シンガーソングライター。

## 概要
主にTikTokとInstagramで様々なジャンルのカバー曲をアコースティック・ギターの音色にのせて歌う動画をコンスタントに投稿中。動画の総再生回数は300万回をこえている。これまでに新人発掘プロジェクト「Filter Project」から「秘密の」・「編み目」・「みちわたる」・「Heart / 君にはもっと愛をあげる」の5曲のオリジナル楽曲をリリース。楽曲「秘密の」はAmazonプライムCM・One Prime 「アーバンジャングル」篇テーマソングとなっていて、Shazam Top 200 Japanチャートで11日連続1位を記録。Spotifyバイラルトップ50-日本チャートで1位も記録。人生初となるインタビューがRolling Stone Japanで公開。

## ディスコグラフィ
|     | 配信日 | 配信日   | タイトル                       | 備考 |
|     | 年     | 月日     | タイトル                       | 備考 |
| --- | ------ | -------- | ------------------------------ | --- |
| 1st | 2024年 | 1月24日  | 秘密の                         | AmazonプライムCM・One Prime 「アーバンジャングル」篇テーマソング                                                                  |
| 2nd | 2024年 | 4月24日  | 編み目                         | |
| 3rd | 2024年 | 7月24日  | みちわたる                     | |
| 4th | 2024年 | 10月16日 | Heart / 君にはもっと愛をあげる | |
| 5th | 2025年 | １月24日 | 話そうぜ／トウ                 | 「話そうぜ」：テレ東水ドラ25枠『晩餐ブルース』のエンディングテーマ 「トウ」：『Ziploc®デザインバッグ リボン』CMスペシャルムービー |

| 配信日 | 配信日   | タイトル                 | 備考      |
| 年     | 月日     | タイトル                 | 備考      |
| ------ | -------- | ------------------------ | --------- |
| 2024年 | 12月20日 | のこされた紫（feat.Aki） | w/noma(D) |

## MusicVideo
- 秘密の[3]（2024年1月26日公開）
- 編み目[4]（2024年4月26日公開）
- みちわたる[5]（2024年7月26日公開）
- Heart[6]（2024年10月18日公開）
- 君にはもっと愛をあげる[7]（2024年10月19日公開）